# 建祥市社
建祥市社（越南语：／）是越南隆安省下辖的一个市社，隆安省仅次于新安市的重要的工商业中心。面积204.28平方公里，2013年总人口64589人。 

## 地理
建祥市社地处西威古河两岸，位于胡志明市西南部，北接柬埔寨，南接新盛县，东接沐化县，西接永兴县和新兴县。

## 历史
2007年4月19日，沐化市镇被评定为四级城镇。
2013年3月18日，沐化县以沐化市镇、宣盛社、平协社、平新社、盛兴社、盛治社1市镇5社析置建祥市社；沐化市镇分设为第一坊、第二坊，宣盛社析置第三坊。
2023年8月23日，建祥市社被评定为三级城市。

## 行政区划
建祥市社下辖3坊5社，市社人民委员会位于第一坊。
- 第一坊（Phường 1）
- 第二坊（Phường 2）
- 第三坊（Phường 3）
- 平协社（Xã Bình Hiệp）
- 平新社（Xã Bình Tân）
- 盛兴社（Xã Thạnh Hưng）
- 盛治社（Xã Thạnh Trị）
- 宣盛社（Xã Tuyên Thạnh）